# Cheeseburger
Cheeseburger je vrsta hamburgera koji sadrži sir. Njegovo ime je nastalo spajanjem riječi "cheese" (sir) i "hamburger". U pripremi cheeseburgera, sir se izreže i doda pri kraju prženja da se istopi. U restoranima brze hrane, u cheeseburger se najčešće dodaje obični američki sir, ali u mnogim varijantama. Uz to, popularni izbori su mozzarella, gorgonzola, pepper jack ili čedar.

## Povijest
Cheeseburgeri su nastali odvojeno u različitim regijama svijeta. Npr., restoran "Kaelin" u Louisvilleu, Kentucky tvrdi da je 1934. godine izumio cheeseburger. Godinu kasnije, Louis Ballast iz Denvera, Colorado dobio je prava na robnu marku "cheeseburger".
Tvrdilo se i da je Lionel Sternberger stvorio cheeseburger u Pasadena, Kalifornija između 1924. i 1926. godine. Također, vodi se i rasprava o imenu restorana i točne godine stvaranja. Kad je 1964. godine Sternberger preminuo, magazin Time je 7. veljače 1964. pisao o raspravi.

## Podvrste
Jucy Lucy je jedna od podvrsta cheeseburgera, izumljena u Minneapolisu; u njoj se sir stavlja u meso i peče do istapljanja. Cheeseburger može imati više pljeskavca i sira. Dva komada pljeskavice i sira je dupli cheeseburger; dok su ta tri komada trostruki cheeseburger. Više od tri komada se ne koriste u restoranima.

## Vanjske poveznice
- Henerson, Evan. 23. lipnja 1999. Priča o Cheeseburgeru. San Gabriel Valley Tribune. Inačica izvorne stranice arhivirana 12. travnja 2003.